# XLIX Festival Internacional de la Canción de Viña del Mar
El XLIX Festival Internacional de la Canción de Viña del Mar, o simplemente Viña '08, se realizó del 20 al 25 de febrero de 2008, en el anfiteatro de la Quinta Vergara de la ciudad de Viña del Mar, Región de Valparaíso, Chile.
Transmitido por Universidad Católica de Chile Televisión en conjunto con Televisión Nacional de Chile y producido por la Gerencia de Eventos Especiales de Canal 13. Fue animado por Sergio Lagos y Tonka Tomicic.

## Desarrollo
Para la XLIX edición se mantuvo el formato de transmisión del año anterior, a cargo de la alianza de los canales más importantes de este país, TVN y Canal 13.
Además de los artistas que participaron en el evento, se entablaron conversaciones con Lily Allen, Ashley Tisdale, RBD, Alejandro Sanz, Maroon 5, Belinda y Panda. Incluso se especuló con la posible participación de Soda Stereo, pero la banda descartó realizar otra presentación fuera de su gira Me Verás Volver. Julieta Venegas estuvo confirmada para presentarse en el certamen, pero el 31 de julio de 2007 su sello Sony/BMG descartó su participación. Por otra parte, y a pesar de no presentarse como artistas oficiales para este festival, RBD anunció su separación definitiva meses después de esta edición. 
A diferencia de años anteriores, no se realizaron números de variedades en este certamen, solo las oberturas y los números musicales. Tampoco se realizó la clásica elección del "Artista más popular".

### Día 1 (miércoles 20)
La primera jornada del festival se inició con una obertura consistente en bailes inspirados en las Siete Maravillas del Mundo Moderno y las culturas o civilizaciones que las construyeron. A continuación, se presentaron los animadores del certamen: Tonka Tomicic y Sergio Lagos, quienes expresaron su emoción por animar una nueva edición del Festival, especialmente por parte de Sergio. El público comenzó a pedir el beso entre los animadores como es la costumbre, a lo cual estos accedieron dándose un beso en los labios, ante la sorpresa y aplausos del Monstruo. Luego, los animadores presentaron el primer número de la noche: el cantante Miguel Bosé.
Desde la primera canción escogida, Sereno, Miguel Bosé logró los aplausos del público. La selección de sus más grandes éxitos y su coquetería ante las féminas asistentes y con sus músicos le haría ganar la ovación del Monstruo, junto a la primera Antorcha de Plata tras una hora sobre el escenario. El español continuó su show con una versión electro punchi de su canción Voy a ganar, a lo cual un Monstruo que no quería que su presentación terminara pidió la "Antorcha de Oro", siéndole concedida segundos después. Como trato para poder continuar la jornada, Miguel Bosé interpreta Sol forastero, finalizando así su presentación en la Quinta. Comienza así la Competencia Internacional.
Al ser el primer día, la Competencia Internacional daba a conocer las primeras canciones en competencia, pertenecientes a Estonia, Colombia, Perú, Estados Unidos y Chile. Las canciones restantes serían conocidas en la jornada del día jueves. Una vez finalizado, comienza la presentación del grupo musical Six Pack, ante leves pifias del público.
El grupo proveniente de la serie televisiva Karkú, de TVN, logró acallar las pifias previas a su presentación, sin lograr tampoco la acogida del Monstruo. Después de tres de sus mejores canciones, los jóvenes terminaron su presentación, ante la indiferencia del público que mayoritariamente venía a ver a Bosé y Earth, Wind & Fire.
Dio comienzo luego la Competencia Folclórica, presentando las canciones que representaron a Argentina, Bolivia y Honduras. Una vez terminado, solo quedaba la presentación del último grupo de la jornada, Earth, Wind & Fire.
Luego de una larga pausa, comienza el show del grupo norteamericano, abriendo con Boogie Wonderland. Demostrando una gran calidad musical, Earth, Wind & Fire encantaron al Monstruo por más de una hora, a pesar de la tardía hora nocturna. Los animadores vuelven al escenario y les entregan la "Antorcha de Plata", y en segundos, la versión de "Oro", ante la ovación del público y la confusión del grupo, quiénes no entienden lo que sucede. Luego, los norteamericanos continuaron tocando September, a lo que el Monstruo pide la "Gaviota de Plata", que les es entregada por los animadores, mientras la transmisión televisiva llegaba a su fin; sin embargo, Earth, Wind & Fire sigue en el escenario, terminando definitivamente con That's the way of the world a las 2.50, cerrando así la primera jornada del Festival de Viña 2008.

### Día 2 (jueves 21)
El segundo día comenzó con una obertura denominada Ive Tehe Nua, mezclando tamuré con ritmos electro-roqueros, en referencia a Rapa Nui. A continuación, los animadores variaron la tradición del beso entre ellos escogiendo a una mujer y un niño en su lugar, seguido por una pausa para preparar la presentación de Journey, con gran expectación de parte del Monstruo.
Los roqueros estadounidenses cantaron sus mejores éxitos durante una hora exacta de corrido, destacándose la incorporación del vocalista Arnel Pineda, el sucesor de Steve Perry y de Steve Augeri en la banda. Después de una merecida ovación les fue entregada la "Antorcha de Plata", que continuó por parte de los estadounidenses interpretando Anyway You Want It, mientras el público pedía la "Antorcha de Oro", que llegó minutos después, seguida por la primera "Gaviota de Plata" de la jornada. Journey entregó un último tema improvisado antes de retirarse definitivamente y, tras una pausa, dar el pase a la Competencia Folclórica.
La Competencia Folclórica de esta jornada daba a conocer las canciones de Perú, Chile y Colombia, terminando con la presentación de todas las canciones para comenzar con la semifinal el día viernes. Después de un breve tiempo de presentación por parte de los animadores, se presentó el humorista Stefan Kramer, ante el aplauso del Monstruo.
Con sus divertidas imitaciones a Rafael Araneda, Martín Cárcamo, Roberto Dueñas, Marcelo Comparini, Arturo Longton y Rocío Marengo, Kramer logró cosechar las primeras risas del público. Continuando con una imitación a Fabricio y sus supuestos atributos viriles con baile incluido, y siguiendo con Horacio de la Peña, Sebastián Jiménez, Kike Morandé, Willy Sabor, Alejandro Sanz y muchos más, era notorio que el humorista lograría una gran presentación en esta jornada. Sin embargo, el punto más fuerte llegó con la rutina de Sebastián Piñera y su relación con el dinero, seguido por una hilarante recreación del partido entre Nicolás Massú y Roger Federer, lo que logró la completa ovación del Monstruo y la llegada de la "Antorcha de Plata". Kramer continuó actuando como Sergio Lagos junto al verdadero animador, incluyendo un "contacto en directo" con la imitación de Diana Bolocco, que culminó en una "Antorcha de Oro" coreada desde la entrega del primer galardón. Para terminar, imitando a Ricardo Arjona y Fito Páez, logró una merecida "Gaviota de Plata" en medio de una ovación de pie por parte del Monstruo. Finalmente, Pamela Jiles en versión Kramer presentaría un video de cierre con todos sus personajes, mientras Stefan Kramer se despedía emocionado del público.
Continuando la jornada, la Competencia Internacional presentó las últimas canciones por conocer, pertenecientes a Costa Rica, España, Argentina, China e Italia. Y luego de una extensa pausa, se presentó al último grupo de la jornada, Sinergia.
El grupo comenzó tocando sus canciones más conocidas, en su propio estilo autodenominado metal pájaro. Mientras recibía una clara ovación por parte del Monstruo, Sinergia llamó a cuidarse del Sida "con abstinencia, pareja única o condón", seguido de una petición de 25% de música chilena en las radios de Chile que antecede a Síndrome Camboya. Terminando la primera parte de la presentación con Mi Señora, el grupo recibió la "Antorcha de Plata" por un extenso coreo, principalmente del público de la galería. Después de otra seguidilla de canciones, los integrantes se retiraron rápidamente, teniendo que regresar al escenario para recibir la "Antorcha de Oro". El vocalista, Don Rorro, pidió más rock chileno para el Festival de Viña 2009, y luego continuó con más temas, siéndole entregada finalmente al grupo la "Gaviota de Plata", mientras los animadores despedían la segunda jornada. Sinergia continuó su show, presentando a cada uno de los músicos con un breve solo de cada uno, mientras la transmisión televisiva continuaba a pesar de las altas horas de la noche. Finalmente, a las 03:30 horas el grupo dejó el escenario ante su público más acérrimo, ya que gran parte del Monstruo dejó la Quinta Vergara por la avanzada hora.

### Día 3 (viernes 22)
La tercera noche inició con una obertura denominada Pájaros, seguido por el saludo de los animadores, de recepción algo más leve en el Monstruo a comparación de los días anteriores. Después de la pausa se procedió a presentar a Peter Frampton, precediéndole el beso entre los animadores pedido por el público.
Peter Frampton comenzó su presentación con la instrumental Off the hook, seguido por Signed, sealed, delivered (I'm yours), que generó leves aplausos del Monstruo. Después de comunicarse con un esforzado español, el cantante inglés logró la conexión con el público, siendo bien recepcionado a medida que realizaba su espectáculo. Haciendo homenaje con Black Hole Sun, de Soundgarden, y luego de presentar a su banda mientras interpretaba Do you feel like we do, Frampton logró la ovación del Monstruo, el que pidió la "Antorcha de Plata" para el artista. Al mismo tiempo, el público gritaba la "Antorcha de Oro", que le fue otorgada a un Peter Frampton agradecido y sonriente. Como bis, interpretó While My Guitar Gently Weeps antes de retirarse del escenario; sin embargo, debió regresar para recibir la "Gaviota de Plata" como regalo del Monstruo. Después de cantar I don't need no doctor, Frampton finalizó su presentación luego de más de una hora en el escenario. Llegaba la hora de la Competencia Internacional.
En la Competencia Internacional nuevamente se presentaron las canciones que representaron a Estonia, Perú, Colombia, Estados Unidos y Chile. La competencia de Estonia por parte del trío de rubias "Vanilla Ninja", fue objeto de polémica, ya que una de sus integrantes gritó que el pisco era chileno, destilado que es reclamado por Perú, lo que provocó la gran ovación de los asistentes, pero la furia de los poquísimos peruanos que habían, y de los que seguían el espectáculo por televisión a través de TV Chile. Una vez finalizada, daría inicio la presentación de Franco de Vita.
Antes de presentarse De Vita se podían escuchar los gritos de las féminas seguidoras del público. El cantante inició su presentación con Louis, tras lo cual continuó con una serie de sus grandes canciones, muy conocidas por ser parte de exitosas telenovelas chilenas. El cantante introdujo No basta con un mensaje a favor del cariño de los hijos como única salvación ante la violencia en el mundo. Luego de interpretar Si tu no estás, los animadores aparecieron en el escenario y De Vita expresó su gran deseo por venir al Festival. Continuó con Ay Dios, e invitó a Luis Jara a interpretar en dúo Si la ves, mientras el Monstruo les ovacionó completamente. El venezolano cantó Te amo, y los animadores salieron a escenario nuevamente ante la insoslayable petición de las antorchas. Sergio y Tonka entregaron la "Antorcha de Plata" como tradicionalmente se entregaba en el Festival, seguida por la "Antorcha de Oro", ante un Monstruo que aplaudía enfervorizado demandando además la "Gaviota". Franco de Vita continuó haciendo un mix de sus mejores canciones, logrando la "Gaviota de Plata" de parte del Monstruo que le expresó su cariño al artista como pocas veces se ha visto. Para finalizar, y luego de expresar "que el amor triunfe", interpretó Un buen perdedor ayudado por el público, quien exigía a gritos la inexistente "Gaviota de Oro" ante los animadores. Sergio y Tonka, después de explicar la situación, decidieron entregar otra Gaviota de Plata simbólica para Franco de Vita, quien acordó con el Monstruo cantar el coro de Te amo para finalizar definitivamente su presentación y continuar con la jornada.
Los animadores continuaron con la Competencia Folclórica, ante las fuertes pifias y abucheos del Monstruo, que quería seguir escuchando a De Vita. Antes de comenzar, hicieron mención al recuerdo de la vida y obra de la actriz Ana González, la Desideria, fallecida el jueves anterior. Las canciones en competencia mostradas en esta jornada pertenecieron a Bolivia, Honduras y Argentina. Finalmente, hubo una pausa para terminar la jornada con Giolito y su Combo, Juana Fe y la Sonora Barón.
Luego de la extensa pausa, los animadores presentaron a Giolito y su Combo, que además era acompañado de un cuerpo de baile, Juana Fe y la Sonora Barón. La presentación inició con Giolito tocando su batería sobre una tarima en altura que gira en 360 grados, a medida que sonaba una batucada en el escenario. Ante Ese muerto no lo cargo yo y las siguientes canciones el Monstruo comenzó a animarse y a bailar a pesar de la entrada hora nocturna. La cumbre tropical continuó con un mix sesentero de rock y twist, seguido de Que te mate un tren; incluso temas mexicanos con Vagabundo soy, que hicieron bailar al público sin descanso. Terminando con Al estadio, mezclada con Vamos chilenos, Giolito se despidió de la Quinta Vergara; más, regresó al escenario muy emocionado para recibir las "Antorchas de Plata" y de "Oro" que el Monstruo pidió para el grupo tropical. El show continuó con un mix de reguetones y más música tropical que hizo cantar al extenso público a pesar de ser más de las 3.30. Giolito expresó su petición a los jóvenes por no esperar 39 años para llegar al Festival a pedir a sus invitados, mientras el Monstruo pedía la "Gaviota de Plata", que le fue entregada a un emocionado Giolito, quién incluso hizo reverencias ante el Monstruo. Y siguió el espectáculo con el primer invitado de Giolito y su Combo: la banda tropical Juana Fe. La joven banda inició con Chín chín, continuando con Callejero, su mayor éxito y terminando con un saludo al pueblo mapuche de Chile. Le siguió el segundo invitado de Giolito: la Sonora Barón. Después de unas cuantas canciones la sonora se despidió, y los animadores aparecieron para despedir la transmisión televisiva en una de las jornadas más largas en la historia del Festival; sin embargo, la fiesta seguía en la Quinta con Giolito y su Combo. Finalmente, con el último bis, Giolito y su Combo terminó con su animosa presentación, finalizando así la tercera jornada a las 4.10, siendo la más extensa en la historia del Festival de Viña hasta este momento.

### Día 4 (sábado 23)
La cuarta noche del Festival dio inicio con una obertura interpretada por el Bafochi, haciendo mención a Rapa Nui y el Norte y Sur de Chile. A continuación, los animadores dieron la bienvenida y presentaron a la primera artista de la noche: Nelly Furtado.
La cantante inició su presentación con Say it right, continuando con sus más conocidas canciones, mientras se comunicaba con el público en inglés y un poco fluido español. Nelly invitó a la cantante Simoney Romero a interpretar con ella el coro de Fotografía, mientras previamente tomó fotografías al Monstruo con una cámara digital. Después de I'm like a bird, el público pidió la "Antorcha de Plata", la cual le fue entregada a la cantante por los animadores; más, segundos después recibió también la "Antorcha de Oro" y la "Gaviota de Plata", ante la sorpresa de la cantante, que continuó con Promiscuous. Mientras interpretaba una versión extendida de Maneater, Nelly tomó un ramo de rosas que "compré para ustedes", (refiriéndose al público) y las entregó una por una. Luego de introducir a su banda, Nelly Furtado se retiró emocionada del escenario después de más de una hora de presentación.
A continuación, dio comienzo la semifinal de la Competencia Folclórica. En esta oportunidad se presentaron las canciones que defendieron a Perú, Colombia y Chile. Los finalistas se darían a conocer luego de la Competencia Internacional; mientras tanto, se daría inicio a la presentación de la banda juvenil Amango.
El grupo musical juvenil de la serie homónima de Canal 13 comenzó con sus canciones más conocidas, ante los aplausos mayoritarios del público infantil de la Quinta. Después de dejar el escenario, el grupo regresó con su bis Destino, retirándose ante los gritos de su público que pedía la "Antorcha de Plata". El estruendo fue suficiente para convencer a los animadores de hacer volver al grupo, y darles una merecida "Antorcha de Plata" por su esfuerzo. Luego, los integrantes de Amango cantaron a capela Volar, dado que los instrumentos habían sido desinstalados. De esta forma terminó su presentación y daría inicio la Competencia Internacional.
En esta jornada se presentaron las canciones representantes de Italia, China, Argentina, España y Costa Rica. Luego, el jurado se retiró a deliberar las canciones semifinalistas, mientras se anunciaban los países clasificados para la final de la Competencia Folclórica: Bolivia, Honduras y Perú. Por otra parte, se anunciaron las canciones que irían a la semifinal de la Competencia Internacional, las cuales pertenecieron a Chile, Colombia, Costa Rica, Estonia e Italia.
Finalmente, se presentó el dúo Calle 13, comenzando su espectáculo con Suave. Después de Atrévete-te, el Monstruo le cantó el Cumpleaños Feliz a René Pérez, el Residente, quién justamente cumplía años aquel día. Y luego comenzaron las sorpresas del show: el Residente invitó a las chicas de la galería a subir al escenario y bailar con él; luego, subió a un grupo de chinchineros de Valparaíso; finalmente, Vicentico subió al escenario a cantar con Calle 13 Llégale a mi guarida. El Monstruo pidió la "Antorcha de Plata", la cual fue entregada por los animadores. El Residente celebró regalando sus zapatillas al palco, recibiendo una merecida "Antorcha de Oro" de vuelta. Después de otro éxito, el público pidió la "Gaviota de Plata" para el dúo, la cual fue entregada por los animadores. Sergio y Tonka dieron por terminada la transmisión televisiva 10 minutos después, retirándose brevemente el dúo puertorriqueño; más, regresaron para interpretar finalmente Uiyi Guaye, terminando así la jornada a las 2.56 h.

### Día 5 (domingo 24)
La quinta noche inició con una obertura denominada Chilenos, representada por el grupo Bafochi. A continuación los animadores dieron la bienvenida a la jornada, mientras el Monstruo coreaba la "Antorcha de Plata" para el Bafochi, la cual les fue concedida segundos después. Luego de una pausa se presentaría el cantautor y compositor mexicano Marco Antonio Solís. En el público se destacó la gran cantidad de pancartas que portaban previo a la presentación de este artista.
Desde su entrada al escenario, el Monstruo estuvo completamente entregado a las canciones del Maestro Solís o el "Buki", en especial las féminas de todas las edades. Demostrando su caballerosidad y talento, con canciones como Tu hombre perfecto, el Maestro provocó el delirio de sus fanáticas en la Quinta, incluyendo la subida de una de ellas al escenario para saludarlo. Después de dedicar Si te pudiera mentir a Rocío Dúrcal y una serie de canciones durante algo más de una hora, Marco Antonio recibió la "Antorcha de Plata", y segundos más tarde la versión dorada del galardón, ante el coro abrumador del público. Continuando con unas cuantas canciones con baile incluido, el cantante mexicano obtuvo la "Gaviota de Plata" de parte del manso Monstruo. Realizó su homenaje a Chile con su versión Si vas para Chile para luego interpretar Si no te hubieras ido, y después de regresar para finalmente cantar El peor de mis fracasos como su última canción en este show, Marco Antonio finalizó su show luego de casi dos horas sobre el escenario.
Después de la pausa se inició la final de la Competencia Folclórica, donde se presentaron por última vez las canciones que representaron a Perú, Honduras y Bolivia. El ganador sería conocido después de la semifinal de la Competencia Internacional; mientras tanto, se presentó en el escenario el dúo humorístico del Profesor Salomón y su pajarito Tutu-Tutu.
El Cajarito y el Profesor lograron una tibia recepción del público en los primeros minutos de su presentación; sin embargo, después de los primeros 10 minutos se escucharon leves pifias, las cuales fueron en aumento mientras las pocas risas decaían rápidamente. Ni siquiera la rutina del papelógrafo ni el Complete L'oración lograron invertir la situación, teniendo que retirarse Kurt Carrera y Pablo Zamora (los intérpretes de los personajes) ante el despertar del Monstruo que se los comió a los 28 minutos de comenzar su presentación.
A continuación, se presentó el integrante del jurado de la Competencia Internacional y cantautor argentino Coti, quien inició con Otra vez, ante el Monstruo que escuchaba respetuoso. Mejor recepción tuvo Nada de esto fue un error, con la que Coti terminó su presentación sin regresar al escenario. La Quinta lucía algo más vacía por la ida de gran cantidad de gente que venía a ver solo a Marco Antonio Solís. Daría inicio la Competencia Internacional.
La Competencia Internacional mostró las canciones de los semifinalistas Estonia, Perú, Chile, Italia y Colombia, siendo anunciados los finalistas luego de la premiación de la Competencia Folclórica. Luego, se anunció el premio a Mejor Intérprete de la Competencia Folclórica, que recayó en Jireh y su grupo, de Honduras. El país ganador de la Mejor Canción fue Perú, por medio de Damaris y su grupo, con la canción Tusuy Kusun. A diferencia de los años anteriores, la canción ganadora no fue interpretada y en su lugar se mostró una grabación del tema en la pantalla gigante del escenario.
Tras una pausa comercial, se anunció que los países finalistas de la Competencia Internacional eran Chile, Estonia e Italia. Después de ello, se presentó el último cantante de la noche: Vicentico. El argentino inició su show con El árbol de la plaza, y continuó con una serie de sus grandes canciones que lograron animar al público que quedaba en la Quinta, ya que gran parte del Monstruo se retiraba por el frío del momento y la avanzada hora nocturna. Entre sus éxitos, Gabriel Julio Fernández recordó a Los Fabulosos Cadillacs con Demasiada presión. Después de cantar Los caminos de la vida, los animadores aparecieron para despedir a Vicentico, ante la negativa del Monstruo que pidió la "Antorcha de Plata", la cual le fue entregada. El artista hizo bailar a la Quinta con Tiburón, logrando la "Antorcha de Oro", mientras Sergio y Tonka anunciaban el fin de la señal televisiva; como respuesta, el Monstruo coreó la "Gaviota de Plata", la cual fue entregada en el acto. Los animadores se despidieron, mientras la fiesta continuaba con Vasos vacíos. La señal televisiva llegó a su fin; más, Vicentico preguntó a la Producción del Festival si podía tocar un tema más, siendo elegida Yo no me sentaría en tu mesa, con la cual se terminaba definitivamente la penúltima jornada festivalera a las 3.20.

### Día 6 (lunes 25)
La última noche de la 49.ª edición del Festival se inició con Fuegos Artificiales que iluminaron a la Quinta Vergara, a lo que luego vendría la bienvenida de los animadores Sergio y Tonka, pasando a presentar directamente a Chayanne sin obertura previa y sin cumplir el tradicional beso entre los animadores.
Inmediatamente después salió a escena Chayanne, ante los gritos y aplausos del Monstruo, en especial de las féminas asistentes. Y tú te vas, seguido por Salomé iniciaron el espectáculo del cantante puertorriqueño, junto a sus bailarines y el fervor del Monstruo, que coreó sus temas con gran energía. Como con Solís la noche anterior, el público estuvo entregado, lanzándole a Chayanne peluches e incluso prendas de ropa. Luego de casi una hora en el escenario, y de haber interpretado una gran cantidad de sus famosas canciones, Elmer Figueroa se retiró ante la negativa del público, mientras los animadores regresaban al escenario. Le fue entregada la "Antorcha de Plata", y segundos después la "Antorcha de Oro" por los animadores ante el ensordecedor grito del Monstruo pidiéndolas. El espectáculo continuó con Te echo de menos, seguida de Provócame, y los animadores despidieron a Chayannne; sin embargo, este debió regresar para recibir la "Gaviota de Plata" ante un impresionante coreo por parte del público. Terminando su presentación con Tiempo de vals y Fiesta en América tras 1.30 sobre el escenario, Chayanne se retira ante el descontento de sus seguidores.
Luego de la pausa, se presentó la obertura titulada Pop, mostrando varios estilos de bailes y recibiendo el aplauso de un Monstruo más calmado tras el fin del show de Chayanne. Después, se dio inicio a la final de la Competencia Internacional, mostrando por última vez las tres canciones finalistas de Estonia, Chile e Italia. Daría comienzo la presentación de Buddy Richard.
El cantante chileno comenzó con Tu cariño se me va, y continuó con sus mejores canciones que lo han reconocido por tantos años, siendo esta presentación la primera de las últimas que realizaría antes de retirarse definitivamente de los escenarios. Con Mentira terminó la primera parte del show, ante los aplausos y el coreo de sus canciones por parte del Monstruo, quien pidió la "Antorcha de Plata", entregada segundos más tarde por los animadores. Ante la ovación de pie por parte del público, Buddy recibió la "Antorcha de Oro", quien ofreció Si me vas a abandonar, gran éxito de la Nueva Ola. Una nueva ovación y el Monstruo pidió la "Gaviota de Plata" para el cantante, a la vez que gritaban Se lo merece. Buddy Richard interpretó La balada de la tristeza como bis, dejando el escenario como un caballero y terminando su impecable presentación.
Después de la pausa, daría inicio la premiación de la Competencia Internacional. La "Gaviota de Plata" y los 10 mil dólares para el premio al Mejor Intérprete recayeron en Vanilla Ninja, de Estonia; mientras, con pifias del público el premio de 30 mil dólares y "Gaviota de Plata" a la Mejor Canción volaría a Italia, con la canción La guerra dei trent' anni, interpretada por un emocionado Doménico Protino.
Finalmente, se presentaron Wisin & Yandel, los cantantes que cerrarían la última jornada festivalera. El dúo de la historia llegó en una jaula desde el aire, tipo nave espacial, comenzando con Pegao, junto a sus bailarines y al Monstruo, que corearon todas sus canciones. Fueron tales las ganas del público por verles actuar que hubo ingresos ilegales de personas desde el cerro a la galería, a pesar del rediseñado del anfiteatro en el año 2000. Los extraterrestres continuaron con sus más grandes éxitos, mientras el Monstruo cantaba y perreaba cual fiesta fuese. Después de Rakata, salieron los animadores y el público pidió la "Antorcha de Plata", la cual fue entregada a los puertorriqueños, seguida de una "Antorcha de Oro" coreada al unísono por el Monstruo. El dúo dinámico continuó el show con El teléfono, dejando el escenario con Llamé pa' verte; sin embargo, el dúo regresó para recibir la "Gaviota de Plata", mientras Sergio y Tonka despedían la transmisión televisiva y la 49.ª edición del Festival. Wisin & Yandel continuaron con Sexy movimiento y una serie de canciones más entre varios amagos de salida del escenario. Finalmente con Paleta, la presentación terminó definitivamente a las 2.50, concluyendo así la última noche del XLIX Festival Internacional de la Canción de Viña del Mar.

## Jurado

### Competencia internacional
- Yolanda Rayo
- Rafael Araneda
- Gloria Simonetti (presidenta del jurado)
- Coti
- Rocío Guirao Díaz
- Luis de Llano
- Diana Bolocco

### Competencia folclórica
- Daniel Muñoz
- Ernesto Cavour
- Cecilia Rovaretti (presidenta del jurado)
- César Isella
- Carlos Necochea

## Competencia

### Competencia internacional
| País           | Título                                                      | Autor                        | Compositor              | Intérprete        |
| Ganador        | Ganador                                                     | Ganador                      | Ganador                 | Ganador           |
| -------------- | ----------------------------------------------------------- | ---------------------------- | ----------------------- | ----------------- |
| Italia         | La guerra dei trent' anni ("La guerra de los treinta años") | Domenico Protino             | Domenico Protino        | Domenico Protino  |
| Finalistas     |                                                             |                              |                         |                   |
| Chile          | Ahora                                                       | Alejandro Afani              | Alejandro Afani         | Carolina Soto     |
| Estonia        | Birds of peace ("Aves de la paz")                           | Lenna Kuurmaa y Piret Järvis | Elmar Liitmaa           | Vanilla Ninja     |
| Semfinalistas  |                                                             |                              |                         |                   |
| Colombia       | Mundo roto                                                  | Carolina Serrano             | Edgar Sandoval          | Karito            |
| Costa Rica     | Desnúdame el alma                                           | Gabriel Loria, "Luisga"      | Gabriel Loria, "Luisga" | "Luisga"          |
| Participantes  |                                                             |                              |                         |                   |
| Argentina      | Festejar                                                    | Guillermo Roude              | Guillermo Roude         | Guillermo Roude   |
| China          | El caballero y la princesa Barbie                           | Fu Xupeng                    | Qu Shicong              | Qi Qige           |
| España         | Es el amor                                                  | Isabel Montero G.            | Isabel Montero G.       | Manuel Aranda     |
| Estados Unidos | Love your lies ("Amo tus mentiras")                         | Zachary J. Arnstein          | Zachary J. Arnstein     | Colette Aguirre   |
| Perú           | Lo que siento por ti                                        | Jean Paul Strauss            | Jean Paul Strauss       | Jean Paul Strauss |

- Mejor intérprete: Vanilla Ninja,  Estonia.

### Competencia folclórica
| País          | Título                     | Autor                 | Compositor                    | Intérprete                     |
| Ganador       | Ganador                    | Ganador               | Ganador                       | Ganador                        |
| ------------- | -------------------------- | --------------------- | ----------------------------- | ------------------------------ |
| Perú          | Tusuykusun ("Bailemos")    | Damaris Mallma Porras | Damaris Mallma Porras         | Damaris y grupo                |
| Finalistas    |                            |                       |                               |                                |
| Bolivia       | Falso amor                 | Siria Vera Cano       | Siria Vera Cano               | Grupo Femenino Bolivia         |
| Honduras      | ¡Ay!, este amor            | Oswaldo Espinal       | Cristián Kafie (Allan Martín) | Jireh y grupo                  |
| Participantes |                            |                       |                               |                                |
| Argentina     | La canción de la hermandad | Ariel Benítez         | Ariel Benítez                 | Ariel Benítez y grupo          |
| Chile         | Yo no tengo la culpa       | Verónica Jara         | Verónica Jara                 | Verónica Jara y grupo "Viento" |
| Colombia      | Corre que te corre         | Erika Muñoz Morales   | Erika Muñoz Morales           | Erika Muñoz Morales y sexteto  |

- Mejor intérprete: Jireh y grupo,  Honduras.

## Cobertura

### Transmisión
- Chile:
  - Canal 13 (directo)
  - TVN (directo)
  - Radio Cooperativa (directo)
- Bolivia:
  - ATB (directo)
- Argentina:
  - Telefe
- Estados Unidos:
  - Univisión
- Venezuela:
  - RCTV
- Costa Rica:
  - Repretel
- Internacional:
  - TV Chile (directo)

### Programas satélite
- Canales oficiales:
  - En boca de todos (matinal, Canal 13)
  - Juntos, el show de la mañana (matinal, Canal 13)
  - Buenos Días a Todos (matinal, TVN)
  - Alfombra Roja (espectáculos, Canal 13)
  - Viña tiene Festival (misceláneo, TVN)
  - La Movida del Festival (misceláneo, Canal 13)
  - Teletrece (noticiero, Canal 13)
  - 24 Horas (noticiero, TVN)

- Canales no oficiales:
  - Intrusos en la Televisión (espectáculos, Red Televisión)
  - 1/2 día en Viña (espectáculos, Red Televisión)
  - Mucho Gusto (matinal, Mega)
  - Mira Quién Habla (espectáculos, Mega)
  - SQP (espectáculos, Chilevisión)

## Elección de los "Reyes"
El viernes 22 de febrero, todos los periodistas acreditados participaron en la elección de la Reina del Festival, elección organizada por el diario La Cuarta, Gabriel Flores como anfitrión. En un comienzo las favoritas eran Paloma Fiuza, conocida como "Pops", bailarina brasileña representante del programa de espectáculos SQP (Chilevisión), y Monserrat Torrent, conocida como "Monty", bailarina chilena famosa por su participación en Mekano, y representante del programa de farándula Mira Quien Habla (Mega). A última hora lanzaría su candidatura la modelo Kenita Larraín, quien estaba respaldada por el equipo de fútbol local, Everton y el canal de televisión UCV Televisión. Sin embargo, quien se llevó el cetro de "Reina del Festival de Viña del Mar" fue la modelo colombiana Pilar Ruiz, gracias a su performance en el denominado "Minuto Feliz", show para los periodistas.
De los 269 votos totales, el resultado para cada candidata fue:
| País      | Candidata               | Representante                                              | Número de Votos |
| --------- | ----------------------- | ---------------------------------------------------------- | --------------- |
| Colombia  | Pilar Ruiz              | Planetamodelos.com                                         | 62 votos        |
| Brasil    | Paloma de Alencar Fiuza | SQP, Chilevisión                                           | 45 votos        |
| Chile     | María Eugenia Larraín   | UCV                                                        | 43 votos        |
| Chile     | Dominique Gallego       | Intrusos en la televisión, Red Televisión Ex Pelotón (TVN) | 38 votos        |
| Argentina | Rocío Guirao Díaz       | Jurado del Festival                                        | 25 votos        |
| Chile     | Montserrat Torrent      | Mira Quien Habla, Mega                                     | 25 votos        |
| Canadá    | Nelly Furtado           | Artista del Festival                                       | 22 votos        |
| Chile     | Erika Romero            | Quinta Visión                                              | 9 votos         |

En cuanto a la elección del "Rey feo" del Festival, que no tuvo tanto énfasis mediático como el de la Reina, principalmente porque la mayoría de los periodistas acreditados son hombres, la elección se realizó el día 24 de febrero, organizada por Canal 13, en donde fue escogido el actor puertorriqueño y protagonista de las teleseries Lola y Don Amor, Jorge Alberti, por un amplio margen con respecto al resto de los candidatos.
De los votos totales, el resultado para cada candidato fue:
| País        | Candidato                         | Representante                                    | Número de Votos |
| ----------- | --------------------------------- | ------------------------------------------------ | --------------- |
| Puerto Rico | Jorge Alberti                     | Don Amor, Canal 13                               | 80 votos        |
| Chile       | "Ricardo Montabien"               | Alfombra Roja y La Movida del Festival, Canal 13 | 20 votos        |
| Chile       | Pipo Constant                     | Intrusos en la televisión, Red Televisión        | 5 votos         |
| Chile       | Francisco Kaminski                | Mira Quien Habla, MEGA                           | 4 votos         |
| Chile       | Roberto Dueñas                    | Yingo, Chilevisión                               | 4 votos         |
| Chile       | "Tutu Tutu", Kurt Carrera         | Artista del Festival                             | 4 votos         |
| Chile       | "Luciano Bello", Felipe Camiroaga | Buenos días a todos, TVN                         | 4 votos         |
| Chile       | Juan Alberto Sepúlveda            | Radio Festival                                   | 4 votos         |
| Argentina   | Fernando Castro                   | SQP, Chilevisión                                 | 0 votos         |

## Índices de audiencia
| Día       | Canal13 | TVN   | Total |
| --------- | ------- | ----- | ----- |
| Miércoles | 19.8    | 17.1  | 36.9  |
| Jueves    | 23.9    | 17.9  | 41.8  |
| Viernes   | 17.1    | 12.9  | 30    |
| Sábado    | 19.7    | 13.6  | 33.3  |
| Domingo   | 22.4    | 18.4  | 40.8  |
| Lunes     | 27.6    | 21.4  | 49    |
| Promedio  | 21.75   | 16.88 | 38.63 |

## Curiosidades
- En la final de la competencia Internacional, el grupo Vanilla Ninja representaba a Estonia, ellas ganaron como "Mejor Intérprete", sin embargo, cuando se le dio el premio, se les notó algo confundidas por el idioma, incluso llegando a pensar que habían ganado la competencia,[cita requerida] por lo que minutos después Ricardo de la Fuente les aclaró que habían ganado "Mejor Intérprete", tras lo cual mostraron su alegría.

- En la presentación de Buddy Richard, se pudo apreciar que su nombre aparecía en la pantalla gigante, pero estaba mal escrito decía: Buddy Richards, con una S de más.

## Entradas
- Galería: $9.600
- Platea: $16.700
- Platea Golden: $23.500
- Platea Premium: $39.800
- Platea Preferencial: $61.900
- Palco: $81.900
- Box: $89.000

Cifras expresadas en pesos chilenos.